# 圣让欧萨莫涅
圣让欧萨莫涅（法語：Saint-Jean-aux-Amognes，法語發音：[sɛ̃ ʒɑ̃ o.z‿amɔɲ]）是法国涅夫勒省的一个市镇，位于该省西南部，属于讷韦尔区。

## 地理
圣让欧萨莫涅（47°0'56"N, 3°20'5"E）面积18.02 平方千米，位于法国勃艮第-弗朗什-孔泰大區涅夫勒省，该省份为法国中部省份，北至约讷省，西北接卢瓦雷省，西接谢尔省，南至阿列省，东南接索恩-卢瓦尔省，东临科多尔省。
与圣让欧萨莫涅接壤的市镇（或旧市镇、城区）包括：圣叙尔皮斯、拉费尔默泰、蒙蒂尼欧萨莫涅、圣伯南达济、圣菲尔曼、索维尼莱布瓦。

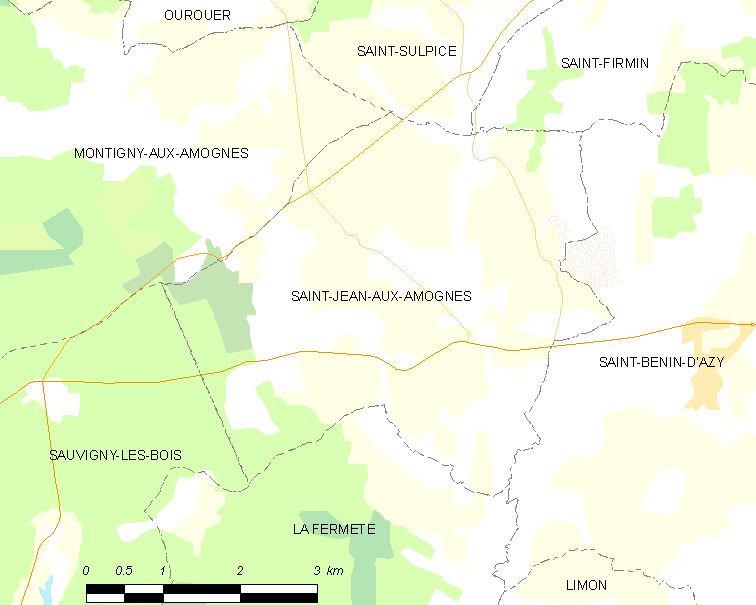
圣让欧萨莫涅的OSM定位图

圣让欧萨莫涅的时区为UTC+01:00、UTC+02:00（夏令时）。

## 行政
圣让欧萨莫涅的邮政编码为58270，INSEE市镇编码为58247。

## 政治
圣让欧萨莫涅所属的省级选区为盖里尼县。

## 人口

1962-2008年间圣让欧萨莫涅人口变化图示

圣让欧萨莫涅于2022年1月1日时的人口数量为526人。